# Supercopa de España de Fútbol 2014
La Supercopa de España 2014 fue la XXXI edición del torneo, correspondiente a la temporada 2014-15. Se disputó a doble partido en España el mes de agosto de 2014. Esta edición de la Supercopa enfrentó a los campeones nacionales de la temporada 2013/14, el Atlético de Madrid, campeón de la Liga y el Real Madrid, ganador de la Copa del Rey. Fue la primera vez que estos dos equipos se enfrentaron en esta competición.

## Partidos
| Atlético de Madrid |  | Bandera de la Comunidad de Madrid |  | Campeón de la Primera División de España (2013/14) |
| Real Madrid        |  | Bandera de la Comunidad de Madrid |  | Campeón de la Copa del Rey de fútbol (2013/14)     |

### Ida
| 1          | POR        | Iker Casillas     |     |
| 17         | DEF        | Dani Carvajal     |     |
| 4          | DEF        | Sergio Ramos      |     |
| 3          | DEF        | Pepe              |     |
| 12         | DEF        | Marcelo           |     |
| 14         | MED        | Xabi Alonso       |     |
| 8          | MED        | Toni Kroos        |     |
| 18         | MED        | Luka Modrić       | 78' |
| 11         | DEL        | Gareth Bale       |     |
| 9          | DEL        | Karim Benzema     | 46' |
| 7          | DEL        | Cristiano Ronaldo |     |
| Entrenador | Entrenador | Carlo Ancelotti   |     |

| 1          | POR        | Miguel Ángel Moyá   |     |
| 20         | DEF        | Juanfran Torres     |     |
| 23         | DEF        | Miranda             |     |
| 2          | DEF        | Diego Godín         |     |
| 3          | DEF        | Guilherme Siqueira  | 64' |
| 4          | MED        | Mario Suárez        |     |
| 6          | MED        | Koke                |     |
| 14         | MED        | Gabi Fernández      |     |
| 26         | MED        | Saúl Ñíguez         | 57' |
| 9          | DEL        | Mario Mandžukić     | 78' |
| 8          | DEL        | Raúl García         |     |
| Entrenador | Entrenador | Diego Pablo Simeone |     |

| 10 | MED | James Rodriguez | 46' |
| 22 | MED | Ángel Di María  | 78' |

| 7  | MED | Antoine Griezmann | 57' |
| 15 | DEF | Cristian Ansaldi  | 64' |
| 11 | DEL | Raúl Jiménez      | 78' |

| Anotado | 81' | James Rodríguez | 1-0 |

| Anotado | 88' | Raúl García | 1-1 |

| Amonestado | 38' | Xabi Alonso  |
| Amonestado | 61' | Sergio Ramos |

| Amonestado | 5'  | Koke            |
| Amonestado | 13' | Siqueira        |
| Amonestado | 58' | Mario Suárez    |
| Amonestado | 61' | Mario Mandžukić |
| Amonestado | 69' | Raúl García     |

| Árbitro             | Javier Estrada Fernández       |
| Árbitros asistentes | José Manuel Fernández Miranda  |
| Árbitros asistentes | Francisco Javier Martín García |
| Cuarto árbitro      | Gustavo Rebollo López          |

| 1          | POR        | Iker Casillas     |     |
| 17         | DEF        | Dani Carvajal     |     |
| 4          | DEF        | Sergio Ramos      |     |
| 3          | DEF        | Pepe              |     |
| 12         | DEF        | Marcelo           |     |
| 14         | MED        | Xabi Alonso       |     |
| 8          | MED        | Toni Kroos        |     |
| 18         | MED        | Luka Modrić       | 78' |
| 11         | DEL        | Gareth Bale       |     |
| 9          | DEL        | Karim Benzema     | 46' |
| 7          | DEL        | Cristiano Ronaldo |     |
| Entrenador | Entrenador | Carlo Ancelotti   |     |

| 1          | POR        | Miguel Ángel Moyá   |     |
| 20         | DEF        | Juanfran Torres     |     |
| 23         | DEF        | Miranda             |     |
| 2          | DEF        | Diego Godín         |     |
| 3          | DEF        | Guilherme Siqueira  | 64' |
| 4          | MED        | Mario Suárez        |     |
| 6          | MED        | Koke                |     |
| 14         | MED        | Gabi Fernández      |     |
| 26         | MED        | Saúl Ñíguez         | 57' |
| 9          | DEL        | Mario Mandžukić     | 78' |
| 8          | DEL        | Raúl García         |     |
| Entrenador | Entrenador | Diego Pablo Simeone |     |

| 10 | MED | James Rodriguez | 46' |
| 22 | MED | Ángel Di María  | 78' |

| 7  | MED | Antoine Griezmann | 57' |
| 15 | DEF | Cristian Ansaldi  | 64' |
| 11 | DEL | Raúl Jiménez      | 78' |

| Anotado | 81' | James Rodríguez | 1-0 |

| Anotado | 88' | Raúl García | 1-1 |

| Amonestado | 38' | Xabi Alonso  |
| Amonestado | 61' | Sergio Ramos |

| Amonestado | 5'  | Koke            |
| Amonestado | 13' | Siqueira        |
| Amonestado | 58' | Mario Suárez    |
| Amonestado | 61' | Mario Mandžukić |
| Amonestado | 69' | Raúl García     |

| Árbitro             | Javier Estrada Fernández       |
| Árbitros asistentes | José Manuel Fernández Miranda  |
| Árbitros asistentes | Francisco Javier Martín García |
| Cuarto árbitro      | Gustavo Rebollo López          |

### Vuelta
| 1          | POR        | Miguel Ángel Moyá   |     |
| 20         | DEF        | Juanfran Torres     |     |
| 23         | DEF        | Miranda             |     |
| 2          | DEF        | Diego Godín         |     |
| 3          | DEF        | Guilherme Siqueira  |     |
| 5          | MED        | Tiago Mendes        |     |
| 6          | MED        | Koke                |     |
| 14         | MED        | Gabi Fernández      |     |
| 8          | DEL        | Raúl García         | 90' |
| 9          | DEL        | Mario Mandžukić     | 84' |
| 7          | DEL        | Antoine Griezmann   | 73' |
| Entrenador | Entrenador | Diego Pablo Simeone |     |

| 1          | POR        | Iker Casillas   |     |
| 17         | DEF        | Dani Carvajal   |     |
| 4          | DEF        | Sergio Ramos    |     |
| 5          | DEF        | Fabio Coentrão  | 70' |
| 2          | DEF        | Raphael Varane  |     |
| 10         | MED        | James Rodríguez |     |
| 8          | MED        | Toni Kroos      |     |
| 18         | MED        | Luka Modrić     |     |
| 14         | MED        | Xabi Alonso     |     |
| 9          | DEL        | Karim Benzema   | 65' |
| 11         | DEL        | Gareth Bale     | 46' |
| Entrenador | Entrenador | Carlo Ancelotti |     |

| 11 | DEL | Raul Jimenez       | 73' |
| 21 | MED | Cristian Rodriguez | 84' |
| 26 | MED | Saúl Ñíguez        | 90' |

| 7  | DEL | Cristiano Ronaldo | 46' |
| 23 | MED | Isco              | 65' |
| 12 | DEF | Marcelo           | 70' |

| Anotado | 2' | Mario Mandžukić | 1-0 |

|  |

| Amonestado | 18' | Tiago Mendes      |
| Amonestado | 50' | Koke              |
| Amonestado | 68' | Antoine Griezmann |
| Amonestado | 74' | Raúl García       |

| Amonestado | 48'   | Luka Modrić       |
| Amonestado | 52'   | Xabi Alonso       |
| Amonestado | 78'   | Isco              |
| Amonestado | 89'   | Sergio Ramos      |
| Amonestado | 90+4' | Cristiano Ronaldo |

| Expulsado | 90+1' | Luka Modrić |

| Árbitro             | David Fernández Borbalán |
| Árbitros asistentes | Raúl Cabañero Martínez   |
| Árbitros asistentes | Jorge Canelo Prieto      |
| Cuarto árbitro      | Antonio Santos Pargaña   |

| 1          | POR        | Miguel Ángel Moyá   |     |
| 20         | DEF        | Juanfran Torres     |     |
| 23         | DEF        | Miranda             |     |
| 2          | DEF        | Diego Godín         |     |
| 3          | DEF        | Guilherme Siqueira  |     |
| 5          | MED        | Tiago Mendes        |     |
| 6          | MED        | Koke                |     |
| 14         | MED        | Gabi Fernández      |     |
| 8          | DEL        | Raúl García         | 90' |
| 9          | DEL        | Mario Mandžukić     | 84' |
| 7          | DEL        | Antoine Griezmann   | 73' |
| Entrenador | Entrenador | Diego Pablo Simeone |     |

| 1          | POR        | Iker Casillas   |     |
| 17         | DEF        | Dani Carvajal   |     |
| 4          | DEF        | Sergio Ramos    |     |
| 5          | DEF        | Fabio Coentrão  | 70' |
| 2          | DEF        | Raphael Varane  |     |
| 10         | MED        | James Rodríguez |     |
| 8          | MED        | Toni Kroos      |     |
| 18         | MED        | Luka Modrić     |     |
| 14         | MED        | Xabi Alonso     |     |
| 9          | DEL        | Karim Benzema   | 65' |
| 11         | DEL        | Gareth Bale     | 46' |
| Entrenador | Entrenador | Carlo Ancelotti |     |

| 11 | DEL | Raul Jimenez       | 73' |
| 21 | MED | Cristian Rodriguez | 84' |
| 26 | MED | Saúl Ñíguez        | 90' |

| 7  | DEL | Cristiano Ronaldo | 46' |
| 23 | MED | Isco              | 65' |
| 12 | DEF | Marcelo           | 70' |

| Anotado | 2' | Mario Mandžukić | 1-0 |

|  |

| Amonestado | 18' | Tiago Mendes      |
| Amonestado | 50' | Koke              |
| Amonestado | 68' | Antoine Griezmann |
| Amonestado | 74' | Raúl García       |

| Amonestado | 48'   | Luka Modrić       |
| Amonestado | 52'   | Xabi Alonso       |
| Amonestado | 78'   | Isco              |
| Amonestado | 89'   | Sergio Ramos      |
| Amonestado | 90+4' | Cristiano Ronaldo |

| Expulsado | 90+1' | Luka Modrić |

| Árbitro             | David Fernández Borbalán |
| Árbitros asistentes | Raúl Cabañero Martínez   |
| Árbitros asistentes | Jorge Canelo Prieto      |
| Cuarto árbitro      | Antonio Santos Pargaña   |

| Campeón Supercopa de España 2013 |
| -------------------------------- |
| Atlético de Madrid 2° Título     |

| Predecesor: Supercopa de España 2013 | Supercopa de España 2014 | Sucesor: Supercopa de España 2015 |